# Sharpsville (Indiana)
Sharpsville és una població dels Estats Units a l'estat d'Indiana. Segons el cens del 2006 tenia 628 habitants.

## Demografia
Segons el cens del 2000, Sharpsville tenia 618 habitants, 232 habitatges, i 179 famílies. La densitat de població era de 1.084,6 habitants/km².
Dels 232 habitatges en un 40,5% hi vivien nens de menys de 18 anys, en un 62,9% hi vivien parelles casades, en un 10,8% dones solteres, i en un 22,8% no eren unitats familiars. En el 19,4% dels habitatges hi vivien persones soles el 10,8% de les quals corresponia a persones de 65 anys o més que vivien soles. El nombre mitjà de persones vivint en cada habitatge era de 2,66 i el nombre mitjà de persones que vivien en cada família era de 3,03.
Per edats la població es repartia de la següent manera: un 28,5% tenia menys de 18 anys, un 6,6% entre 18 i 24, un 33% entre 25 i 44, un 20,9% de 45 a 60 i un 11% 65 anys o més.
L'edat mediana era de 35 anys. Per cada 100 dones de 18 o més anys hi havia 92,2 homes.
La renda mediana per habitatge era de 52.292$ i la renda mediana per família de 58.750$. Els homes tenien una renda mediana de 46.389$ mentre que les dones 30.417$. La renda per capita de la població era de 22.480$. Entorn de l'1,2% de les famílies i el 2,8% de la població estaven per davall del llindar de pobresa.

## Poblacions més properes
El següent diagrama mostra les poblacions més properes.